# Тёрни, Анна
Анна Тёрни (англ. Anna Turney, родилась 5 июля 1979 года) — британская горнолыжница, выступающая сидя (класс LW12-1). Участница зимних Паралимпийских игр 2010 и 2014 годов.

## Биография
Родилась в 1979 году в Нортгемптоне. Была многообещающей сноубордистской, однако во время катания на склоне горы Ямагата получила серьёзнейший перелом, из-за которого оказалась парализована ниже спины. Она провела пять недель в больнице Японии, прежде чем вернуться в Великобританию. Она познакомилась со своим мужем Питером Уолфордом, физиотерапевтом по профессии, пока проходила курс реабилитации.

## Карьера лыжницы
Восстанавливаясь после повреждения спины, Тёрни решила вернуться в большой спорт, вдохновлённая Паралимпиадой в Турине. Через год она начала заниматься лыжным спортом на монолыжне и в 2007 году стала членом паралимпийской сборной Великобритании по лыжному спорту. Через год она дебютировала на гонках NORAM в Канаде, а ещё через год выступила на чемпионате мира по горнолыжному спорту, финишировав на 4-м месте в гигантском слаломе. В 2010 году она дебютировала на Паралимпийских играх в Ванкувере: спустя 4 года она говорила, что хотела просто набраться опыта на играх. Итогом стало 6-е место в слаломе при 16-м месте в рейтинге. В 2011 году она выступила на чемпионате мира в итальянском Сестриере, где не сумела финишировать в слаломе сидя, зато заняла 4-е место в гигантском слаломе.
На чемпионате мира 2013 года в Ла-Молине Тёрни не закончила ни одну из дистанций. В 2014 году на Паралимпиаде в Сочи она не сумела завершить дистанцию в скоростном спуске, упав на трудном участке трассы. Она заняла 4-е место в супергиганте, 6-е место в слаломе и 8-е место в гигантском слаломе.